# Callyspongia asparagus
Callyspongia asparagus är en svampdjursart som först beskrevs av Jean-Baptiste Lamarck 1814.  Callyspongia asparagus ingår i släktet Callyspongia och familjen Callyspongiidae. Inga underarter finns listade i Catalogue of Life.